# Olenecamptus subobliteratus
Olenecamptus subobliteratus är en skalbaggsart som beskrevs av Maurice Pic 1923. Olenecamptus subobliteratus ingår i släktet Olenecamptus och familjen långhorningar. Inga underarter finns listade i Catalogue of Life.